# 王海
王 海（おう かい、1926年1月19日 - 2020年8月2日）は、中華人民共和国の軍人。朝鮮戦争におけるエース・パイロットとして知られ、のちに中国人民解放軍空軍司令員も務めた。最終階級は空軍上将。出生名は王 永昌。

## 経歴・人物
山東省福山県（現山東省煙台市）に生まれ、1930年一家は威海に移り住んだ（そのため資料により現威海市出身とするものもある）。1944年5月山東威海青年中隊の隊員となり、1945年9月1日中国共産党に入党、同年末より山東臨淄人民革命大学（のち山東大学に統合され、同校の前身のひとつとなる）に学んだ。1946年6月東北民主連軍航空学校に入校し機械員として訓練を受けたが、1948年4月飛行班の第2期生が訓練を開始したとき選抜を受けて飛行員になった。同航空学校の教官は林弥一郎を中心とした日本軍出身者であり、王海は彼等が日本に帰国した後も交流を持ち続けている。
1949年11月11日人民解放軍空軍が正式に創設されると王海は空軍第四航空学校飛行隊飛行員としてソ連製戦闘機への転換訓練を受け、1950年5月14日には空軍第4混成旅の中隊長に任命された。同年10月1日、朝鮮戦争への参戦に備えて空軍第3師が瀋陽において編成され、王海は第9団第1大隊大隊長となった。空軍第3師は1951年4月25日、中国人民志願軍空軍の戦闘序列に組み込まれた。1951年10月21日から1952年1月14日までの86日間に、空軍第3師は撃墜破64機、王海率いる第9団第1大隊は撃墜破15機、自身は撃墜破5機の大戦果を挙げ、「英雄的王海大隊」の名声は広く宣伝された。これにより王海は第9団副団長に昇格し、1952年11月には26歳で第9団団長に任命されたが、これは人民解放軍空軍における最年少の飛行団長という。朝鮮戦争における最終的な戦果は撃墜破9機というトップ・エースの趙宝桐と並ぶ戦績を残し、一級戦闘英雄称号を受けた。王海の搭乗したMiG-15は北京の中国人民革命軍事博物館に展示された。
帰国後、副師長や師長を歴任し、1955年の一江山島戦役に参戦した。1965年副軍長、1969年空軍司令部軍訓部第2部長となる。文化大革命において迫害を受けたものの失脚は免れ、空軍内の林彪派と距離を置いていたので林彪事件の後も地位を保った。1975年7月広州軍区空軍司令員、1982年11月空軍副司令員となり、1984年7月には国防部長張愛萍に随行してアメリカ合衆国を訪問し、朝鮮戦争に参戦した経験を持つアメリカ空軍参謀総長チャールズ・A・ゲイブリエル大将と握手を交わした。1985年7月空軍司令員に就任し、同年10月中国を訪問したゲイブリエルを歓待した。1992年11月退任。
中国共産党第十二、十三、十四届中央委員会委員。1955年中校（中佐に相当）、1959年上校、1988年9月空軍上将。朝鮮民主主義人民共和国二級国旗勲章、同二級自由独立勲章。
2020年8月2日、北京で死去。94歳没。

## 著書
- 王海 (2000), 王海上将：我的战斗生涯, 中央文献出版社, ISBN 9787507307276